# Yuchi

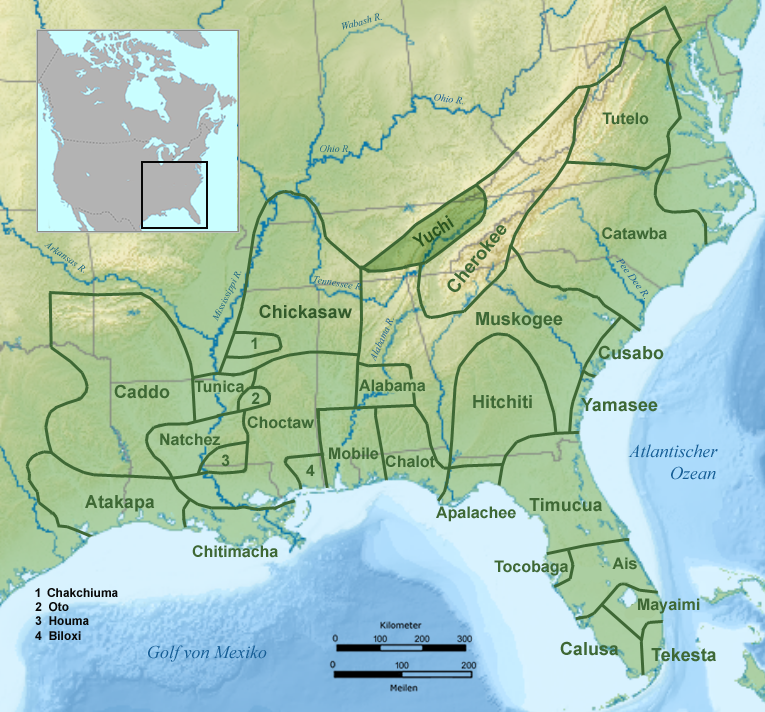
Stammesgebiet der Yuchi im 17. Jahrhundert.

Die Yuchi, Euchee oder Uchee sind ein nordamerikanisches Indianervolk, das ursprünglich im Osten des vom Tennessee River gebildeten Flusstales im heutigen Tennessee, dem nördlichen Georgia und Alabama lebte. Heute siedeln die Stammesangehörigen überwiegend im nordöstlichen Oklahoma. Ihre Eigenbezeichnung lautet hingegen Tsoyaha („Kinder der Sonne“). Die Stammesmitglieder wurden im 18. Jahrhundert durch eingeschleppte Krankheiten und Kriege mit den Cherokee deutlich dezimiert. Im Jahre 2005 gab es noch rund 3000 „Yuchi/Euchee“.

## Yuchi-Sprache
Ihre Sprache, das Ge’wedene Yudjiha bzw. Yuchi/Euchee (yUdjEha), ist eine isolierte Sprache und mit keiner anderen bekannten Sprache verwandt. Die „Yuchi/Euchee“ und ihre Sprache sind Thema eines Kapitels in dem von Mark Abley verfassten Buches über gefährdete Sprachen: Spoken Here: Travels Among Threatened Languages. Aktuell sprechen nur noch fünf ältere Stammesmitglieder diese Sprache als Muttersprache, die daher kurz vor dem Aussterben steht. Es gibt Bemühungen mittels des Euchee (Yuchi) Language Project (yUdjEha gO'wAdAnA k'ak'unE-chE) die Sprache wiederzubeleben.

## Geschichte
Die „Yuchi/Euchee“ bewohnten ursprünglich die Flusstäler des Upper Tennessee Rivers (Kallamuchee/K’alaw’ayuchi) („Yuchi-Wasserlauf“) sowie dessen Quellflüssen – dem French Broad River (Agiqua/Agikwa) („Langer Schlepptau-Fluss“) und Holston River (Hogoheegee/Gugegee) (Lenape: „Yuchi-Volk“), dem Little Tennessee River (Tanasee/Tanatse) („Bruder-Wasser“) und weiteren Nebenflüssen.
Die ersten Informationen über die „Yuchi/Euchee“ finden sich ab dem 17. Jahrhundert in den Unterlagen der europäischen Kolonisten. Wissenschaftler diskutieren, ob die Yuchi und die Westo einem Volk angehörten, allerdings ist diese Theorie umstritten. Es gibt deutliche historische und archäologische Hinweise auf die Existenz mehrerer „Yuchi/Euchee“-Dörfer im 18. Jahrhundert; eine der früheren Siedlungen, Chestowee im südwestlichen Tennessee, wird in kolonialen Schriften erwähnt. 1714 wurde Chestowee durch Cherokee angegriffen und zerstört, die von zwei Händlern aufgehetzt wurden. Die Cherokee beabsichtigten, weitere Siedlungen der Yuchi am Savannah River zu vernichten. Die Regierung South Carolinas stellte klar, dass sie dieses Vorhaben nicht dulden würde. Daraufhin zogen sich die Cherokee zurück. Die Zerstörung des „Yuchi/Euchee“-Dorfes Chestowee verdeutlichte die Dominanz der Cherokee in der Region.
Ein weiteres frühes „Yuchi/Euchee“-Dorf lag am Ufer des Savannah Rivers bei Mount Pleasant, im heutigen Effingham County, das von etwa 1722 bis 1750 existierte. Eine große Siedlung von Mitte bis Ende des 18. Jahrhunderts war „Uche Town“ am Chattahoochee River, unweit des Wasserlaufs Uche Creek und nur etwa 15 Kilometer flussabwärts der Creek-Siedlung „Coweta Old Town“. Uche Town wurde in den 1770ern von William Bartram besucht, der sich begeistert über die Entwicklung der Bevölkerung äußerte. Ein anderes Dorf der „Yuchi/Euchee“ existierte von 1746 bis 1751 am Silver Bluff im Aiken County in South Carolina. In den späten 1700ern gab es ein Dorf namens „Patsiliga“ am Ufer des Flint River. Weitere möglicherweise von den „Yuchi/Euchee“ bewohnte Orte lagen am Oconee River unweit des Uchee Creek in Wilkinson County und am Brier Creek in Burke oder Screven County.
Bereits gegen 1830 hatten die „Yuchi/Euchee“ als Teil der „Lower Towns“ der Creek (Muskogee)-Konföderation in Georgia ihre ehemaligen Stammesgebiete verlassen und waren nach Oklahoma umgesiedelt worden; nach dem Creek-Krieg von 1836 musste auch der Großteil der „Upper Towns“ der Konföderation in Alabama nach Oklahoma umsiedeln.

## Heutige Situation
Heute gibt es keinen auf Bundesebene anerkannten Stamm (federally recognized tribe) der „Yuchi/Euchee“, seitens der US-Regierung werden Nachfahren der verschiedenen „Yuchi/Euchee“ Bands nicht separat gezählt, sondern immer als Stammesmitglieder der jeweiligen Stämme betrachtet, denen sich die Bands angeschlossen haben. Mehrere Organisationen und Gruppierungen der „Yuchi/Euchee“ haben sich bemüht, eine Stammesregierung zu etablieren, konnte jedoch bisher keine Mehrheit bzw. stammesweite Unterstützung unter den „Yuchi/Euchee“-Nachfahren erreichen, daher waren auch die Versuche der Anerkennung als eigenständige Nation sowohl auf Bundesebene als auch auf Bundesstaatsebene bisher vergeblich.
Heute sind „Yuchi/Euchee“-Nachfahren unter folgenden Stämmen zu finden:
- Muscogee (Creek) Nation (Eigenbezeichnung: Este Mvskokvlke, von den neun zugehörigen „Yuchi/Euchee“-Bands können heute nur drei Bands in den Orten Duck Creek, Polecat Creek und Sand Creek separate Zeremonialgründe unterhalten, alle neun „Yuchi/Euchee“-Bands werden als eine einzige eigenständige “Tribal Town” innerhalb der historischen “Creek (Muskogee)-Konföderation” betrachtet; mehrere Nationen: Creek (Muskogee/Maskoki), Alabama, Koasati, Hitchiti, die Algonkin-sprachigen Shawnee und die jeweils eine isolierte Sprache sprechenden Natchez und „Yuchi/Euchee“)
- Seminole Tribe of Florida (nach dem Yamasee-Krieg übersiedelten im 18. Jhd. Yamasee und „Yuchi/Euchee“ in den Norden Floridas, um bei den dort bereits ansässigen Indianern Schutz zu finden, nach dem Creek-Krieg von 1813 bis 1814 flohen weitere Lower Creek und „Yuchi/Euchee“ nach Süden, zuletzt kämpfte eine „Yuchi/Euchee“-Band unter Häuptling Uchee Billy im Zweiten Seminolenkrieg von 1835 bis 1842.)
- Absentee Shawnee Tribe of Indians (Shawnee und „Yuchi/Euchee“-Bands)

Einige „Yuchi/Euchee“-Nachfahren sind auch unter den Sauk oder Fox zu finden.